# Callispa minor
Callispa minor es un coleóptero de la familia Chrysomelidae.
Fue descrita científicamente por primera vez en 1888 por Gestro.